# 陳圓圓
陳圓圓（1624年—1681年），原姓邢名沅，字畹芬，幼從養姥陳氏姓。陳圓圓本為姑蘇名妓，崇禎皇帝田貴妃父親田弘遇下江南選美，將其獻給崇禎，後為吳三桂妾。待李自成破京師，被李自成手下大将劉宗敏擄走，三桂遂引清軍入關，攻破李自成。

## 生平

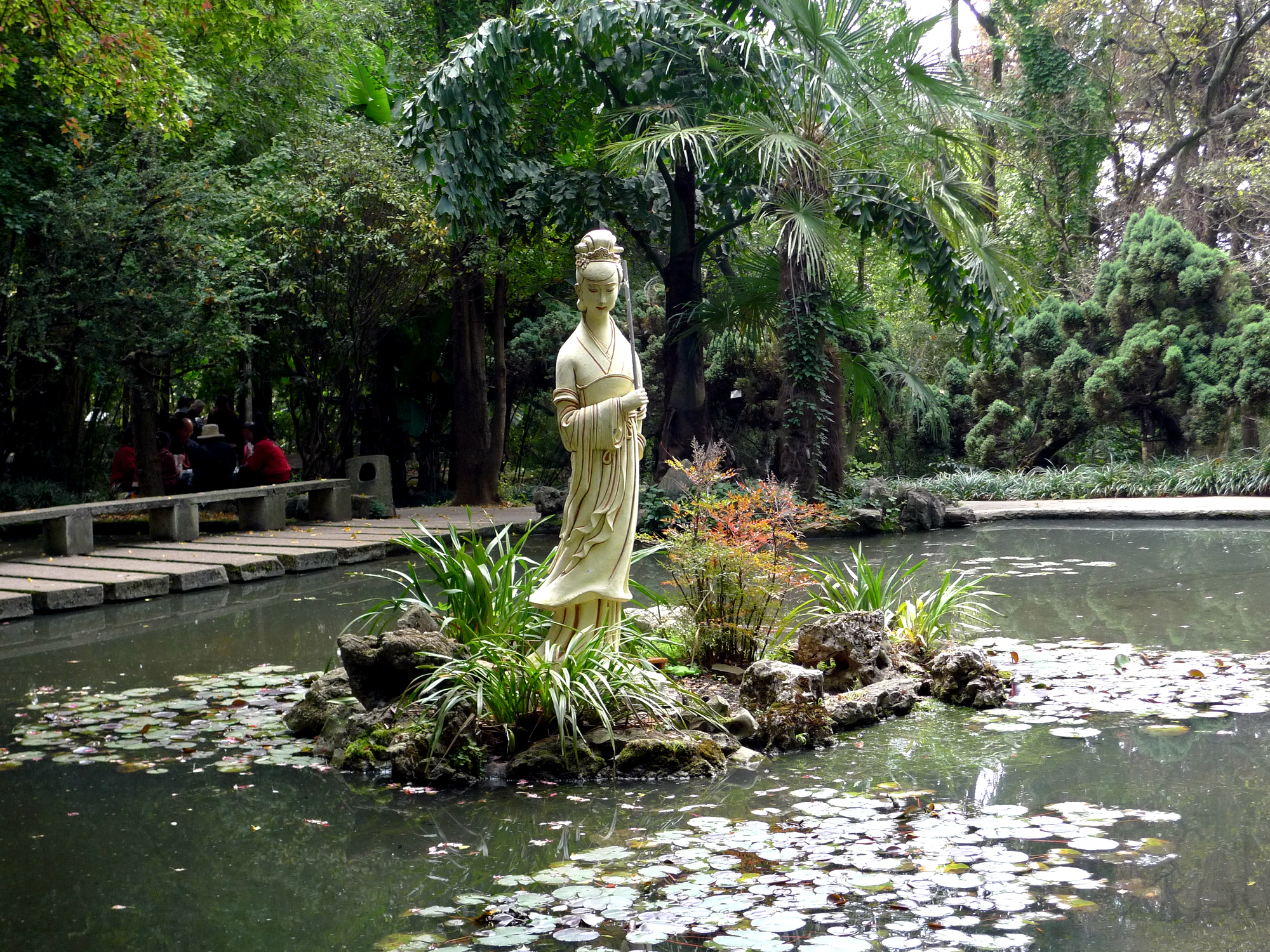
昆明太和宫金殿陳圓圓塑像

陳圓圓的母親早亡，從姨父姓陳。圓圓，傾國傾城，能歌善舞，色藝冠時，時稱「秦淮八艳」之一。
崇禎時國丈周奎欲給皇帝尋求美女，以解上憂，遂派遣田貴妃的父親田弘遇下江南選美。後來田戚畹將歌妓陳圓圓獻給崇禎皇帝。其時戰亂頻仍，崇禎無心逸樂。陳圓圓又回到田府，田弘遇佔為己有。一日吳三桂在田府遇見陳圓圓，一見傾心，後三桂納圓圓為妾。
據傳明末民變領袖李自成攻破北京時，手下劉宗敏擄走陳圓圓，吳三桂“衝冠一怒為紅顏”，遂引清兵入關，攻破李自成，孰料一發不可收拾，給了滿清入主中原的良機，吳三桂也因此冠了漢奸之名。
陳圓圓此後下落成謎。現代小說家姚雪垠據《甲申傳信錄》中記述考据，崇祯十六年，陳圓圓當時不在北京，而在寧遠（興城，在錦州南邊），不久病死。一說吳三桂被清廷封為平西王，駐守昆明，圓圓隨往，以女道士卒於雲南。
1980年代，貴州岑鞏縣水尾鎮馬家寨的居民自稱是吳三桂後人，說陳圓圓避難到此，死後葬於葬於寨西的繡球山，清雍正六年（公元1728年）立墓碑，碑文書：“故先妣吳門聶氏之墓位”，經專家考證認為應該是陳圓圓。

## 評語
明末清初詩人吳梅村《圓圓曲》，稱揚其美貌，並羞辱吳三桂。
清陸次雲《陳圓圓傳》：「聲甲天下之聲，色甲天下之色。」

## 主要影视形象
- 陈曼娜：《鹿鼎记》1977
- 余安安：《武俠帝女花》1981
- 商天娥：《鹿鼎记》1984
- 胡美儀：《碧血劍》1985
- 黃麗英：《滿清十三皇朝》1987
- 旭晴：《追杀陈圆圆》1988
- 苏明明：《陈圆圆》 1989
- 傅艺伟：《秦淮八艳》1991
- 梁小冰：《鹿鼎记》1998
- 赵靓：《桃花扇传奇》2000
- 沈飞鹂：《一代名妓》2000
- 朱茵：《小寶與康熙》2000
- 王菁华：《边关丽人陈圆圆》 2001
- 徐宁：《魂断秦淮》 2002
- 向海岚：《帝女花》2003
- 张澜澜：《江山风雨情》2005
- 翁虹：《谁主中原》2005
- 颜丹晨：《长河东流》2008
- 宁静：《鹿鼎记》2008
- 张晶晶： 《南岳奇人王船山》 （未播）
- 贾青：《鹿鼎记》2014
- 甘婷婷：《鹿鼎记》2020

## 來源
- 劉健, , 臺灣文獻叢刊第二四八種, 臺北: 臺灣銀行經濟研究室, 1968年